# Ángulo interior

Un triángulo tiene tres ángulos interiores, denominados en la figura: y

Ángulos interior y exterior de un polígono

Ángulos interiores de un polígono cóncavo

En geometría, un ángulo interior o ángulo interno es un ángulo formado por dos lados de un polígono que comparten un vértice común, está contenido dentro del polígono. Un polígono simple tiene solo un ángulo interno por cada vértice.
En referencia a una circunferencia, es aquel cuyo vértice es un punto interior de la misma distinto de su centro. Su valor es la semisuma de los dos ángulos centrales determinados por dicho ángulo y su opuesto por el vértice.
En el plano euclídeo, si todos los ángulos interiores de un polígono no superan los 180 grados sexagesimales o {\displaystyle \pi } radianes, se clasifican como polígonos convexos. Si existe por lo menos un ángulo interior superior a 180 grados o {\displaystyle \pi } radianes, se trata de un polígono cóncavo.
Si unos de los ángulos es menor a 180 grados se trata de ángulos convexos.
Si todos los ángulos interiores de un polígono simple y convexo son iguales y todos sus lados tienen la misma longitud, se trata de un polígono regular. En caso contrario, se trata de un polígono irregular.

## Suma de los ángulos interiores de un polígono
En un polígono simple de n lados, o n ángulos interiores {\displaystyle \alpha _{1},\dots ,\alpha _{n}}:

Suma de ángulos interiores {\displaystyle =\sum _{i=1}^{n}\alpha _{i}=180^{\circ }\cdot (n-2)}

En un polígono regular, todos los ángulos interiores son idénticos por lo que, la medida en grados de un ángulo interno es:

Ángulo interior {\displaystyle =\alpha _{i}=\dots =\alpha _{n}={\frac {180^{\circ }\cdot (n-2)}{n}}}

## Extensión a polígonos cruzados
El concepto de ángulo interior puede extenderse de manera consistente a polígonos autointersecantes como las estrellas mediante el uso del concepto de ángulos direccionados. En general, la suma del ángulo interior en grados de cualquier polígono cerrado, incluidos los cruzados (que se intersecan a sí mismos), viene dada por 180 (n-2k)°, donde n es el número de vértices y el número no negativo k es el número de revoluciones totales de 360° que se experimentan al recorrer el perímetro. En otras palabras, 360k° representa la suma de todos los ángulos exteriores. Por ejemplo, para polígonos convexos y cóncavos ordinarios k=1, ya que la suma de los ángulos exteriores es 360°, y se realiza solo una revolución completa recorriendo el perímetro.